# Kaiserliche Werft Kiel
Pour les articles homonymes, voir Kaiserliche Werften.
Le Kaiserliche Werft Kiel ou « chantier naval impérial de Kiel », est un des trois chantiers navals nationaux de l'Empire allemand, avec celui de Kaiserliche Werft Danzig et celui de Kaiserliche Werft Wilhelmshaven. Il servait à la construction et à la réparation des navires de guerre de la marine prussienne puis plus tard de la marine impériale. 
À la fin de la Première Guerre mondiale, le chantier fut fermé, avant d'être rouvert partiellement lors de la fondation de l'entreprise Deutsche Werke en 1925 (active jusqu'en 1945). En 1955, les zones de chantiers navals ont été achetés par les chantiers Howaldtswerke.

## Navires construits
- Navire de défense côtière SMS Hildebrand (en) (1892)
- Navire de défense côtière SMS Hagen (1893)
- Navire de défense côtière SMS Ägir (en) (1895)
- Croiseur cuirassé SMS Prinz Heinrich (1900)
- Croiseur cuirassé SMS Prinz Adalbert (1901)
- Croiseur cuirassé SMS Roon (1903)
- Croiseur cuirassé SMS Blücher (1908)
- Croiseur léger SMS Augsburg (1909)
- Cuirassé SMS Kaiser (1911)
- Croiseur léger SMS Graudenz (1913)
- Croiseur léger SMS Frankfurt (1915)

## Avions
- Kaiserliche Werft Kiel 463 (en)